# Вечерницы
Вече́рницы (лат. Nyctalus) — род гладконосых летучих мышей, включающий 8 видов и 13 подвидов. Обитают в лиственных лесах Евразии, в Северной Африке и на Азорских островах. Являются самыми крупными летучими мышами в Европе. Совершают дальние сезонные миграции.

## Описание
Днём вечерницы спят в дуплах деревьев, зданиях и пещерах, но с наступлением вечера улетают в поисках пищи. На Азорских островах могут наблюдаться и в светлое время суток. Чаще всего в их рацион входят жуки и бабочки. Самый крупный вид — гигантская вечерница — может питаться мелкими певчими птицами.

## Виды
- Nyctalus aviator (Thomas, 1911) — Восточная вечерница
- Nyctalus azoreum (Thomas, 1901) — Азорская вечерница
- Nyctalus furvus (Imaizumi et Yoshiyuki, 1968)
- Nyctalus lasiopterus (Schreber, 1780) — Гигантская вечерница
- Nyctalus leisleri (Kuhl, 1817) — Малая вечерница
- Nyctalus montanus (Barrett-Hamilton, 1906) — Горная вечерница
- Nyctalus noctula (Schreber, 1774) — Рыжая вечерница
- Nyctalus plancyi (Gerbe, 1880)